# Нове Життя (Винницкая область)
Нове Життя (укр. Нове Життя) — село на Украине, находится в Черневецком районе Винницкой области.
Код КОАТУУ — 0524980313. Население по переписи 2001 года составляет 135 человек. Почтовый индекс — 24132. Телефонный код — 4357.
Занимает площадь 0,777 км².

## Адрес местного совета
24132, Винницкая область, Черневецкий р-н, с. Бабчинцы, ул. Ленина, 13